# Toyota 7
El Toyota 7 fue un auto de carreras desarrollado por Toyota Motor Company en cooperación con Yamaha Motor Corporation. Diseñado principalmente para su uso en la competencia del Grupo 7 de la FIA, fue el primer auto de carreras diseñado específicamente para Toyota.

## Diseño

### 7 (415S)
El 7, conocido por el código interno 415S fue desarrollado por Jiro Kawano, quien también había desarrollado el 2000GT que Toyota había ingresado previamente en el Gran Premio de Japón. Yamaha construyó el chasis, mientras que el nuevo motor V8 de 3.0 litros fue fabricado por Toyota. El V8 que impulsó al 7 reemplazó al motor de seis cilindros en línea utilizado en el 2000GT debido al mayor potencial de potencia del motor más grande. Este motor era capaz de producir hasta 300 PS, gracias a la adición de un diseño de doble leva y cuatro válvulas por cilindro. Sin embargo, el V8 de 3.0 litros que se utilizó en los primeros años no era lo suficientemente poderoso como para competir con los competidores Chevrolet y Porsche. Esto condujo al desarrollo de una versión de 5.0 litros, capaz de 600 PS (441 kW) a 8,000 rpm. La carrocería inicial fue similar a la de otros autos del Grupo 7, con una cabina abierta para dos personas y grandes tomas detrás de las puertas. Los tubos de escape se colocaron directamente sobre el motor, saliendo directamente de la cola del automóvil. Un simple rollhoop protegió al conductor. 
Los 7 hicieron su debut en el Gran Premio de Japón de 1968, cuatro entradas al inicio y dos de ellas terminando, ocupando los lugares octavo y noveno. Aunque los 7 terminaron, estaban muy por detrás de su principal competidor, Nissan, que no solo tenía dos nuevos R381, sino también tres R380-II más antiguos que terminaron entre los seis primeros. Porsche también logró terminar por delante de Toyota con su 906. Toyota ingresó a los 7 en varios otros eventos japoneses ese año, incluyendo los 1000 km de Suzuka, donde los autos ocuparon las cuatro primeras posiciones. Se llevó a cabo un evento de 200 millas (320 km) en Fuji contra participantes de la serie de Can Am, con cinco 7 ingresados; Los Toyotas terminaron cuarto, quinto, sexto, octavo y noveno.

### New 7 (474S)
Para 1969, los 7 se desarrollaron para adaptarse a los problemas de los autos originales. La carrocería fue completamente rediseñada, con forma similar a una gran cuña ancha para una mayor carga aerodinámica delantera. Para la parte trasera del automóvil, los tubos de escape se colocaron dentro de la carrocería, mientras que una cuchara de admisión se montó sobre la barra antivuelco. Estos nuevos 7s fueron referidos internamente como el 474S, mientras que el material de prensa se refirió a ellos como los New 7. Los New 7 revisados continuaron mostrando su potencial, ganando una vez más los 1000 km de Suzuka. Para el evento principal de New 7, el Gran Premio de Japón, Nissan llegó con sus R382 revisados. Aunque Toyota pudo superar a Porsche, incluyendo a un escuadrón de fábrica en un nuevo 917, los Nissans una vez más demostraron ser demasiado desalentadores, tomando los dos primeros lugares con una vuelta sobre el Toyota.
|                                      |
| Vista frontal del Toyota New 7 1969. |

|                                     |
| Vista trasera del Toyota New 7 1969 |

### Turbocharged 7 (578A)
Toyota hizo planes para revisar el auto una vez más en 1970, especialmente al agregar dos turbocompresores al motor V8. Estas adiciones aumentaron la potencia a 800 hp. También se agregó un gran alerón trasero al 7, lo que ayudó a aumentar la fuerza aerodinámica y la tracción trasera. Este coche era conocido por el nombre 578A.
Sin embargo, la Federación Japonesa de Automóviles (JAF, por sus siglas en inglés) anunció que el Gran Premio de Japón iba a ser revisado para su uso por los autos con ruedas abiertas desde 1970 en adelante. Esto obligó a Toyota a cancelar el programa 7, aunque al menos se había completado un 7 turboalimentado antes del anuncio.
Toyota planeó mover los autos a América del Norte y entrar a Can-Am, sin embargo, los conductores  Sachio Fukuzawa y Minoru Kawai murieron en accidentes de prueba separados en febrero de 1969 y agosto de 1970. De hecho, Sachio estaba probando la única versión cupé del automóvil que se construyó especialmente cuando se estrelló fatalmente. Este sería el último prototipo deportivo construido por Toyota hasta la década de 1980.
Toyota usó el 7 una vez más en 1970 como base para el EX-7, que se mostró públicamente en el Salón del Automóvil de Tokio de ese año. Los turbocompresores se retiraron del motor V8 para reducir la potencia a 450 CV (330 kW), mientras que la carrocería tenía un diseño aerodinámico coupé similar a otros superdeportivos de la época.
|                                                |
| La caja de aire y el motor del Toyota 7 turbo. |

|                                                                    |
| Vista trasera del Toyota 7 de 1970 en forma de aspiración natural. |

|                                                            |
| Vista trasera del Toyota 7 de 1970 en forma de doble turbo |